# صالح جمعه
صالح جمعه (انگلیسی: Saleh Gomaa؛ زاده ۱ اوت ۱۹۹۳) یک بازیکن فوتبال اهل مصر است.
وی همچنین در تیم ملی فوتبال مصر بازی کرده است.